# Dream a Little Dream of Me
"Dream a Little Dream of Me" is een nummer uit 1931 met muziek van Fabian Andre en Wilbur Schwandt en tekst van Gus Kahn. Het werd in februari 1931 voor het eerst opgenomen door Ozzie Nelson en tevens door Wayne King. De versie van The Mamas and the Papas uit 1968, met Cass Elliot als zangeres, is een van de populairste opnames van het nummer.

## Achtergrond

### Vroege versies
Op 16 februari 1931 maakte Ozzie Nelson met zijn orkest de eerste opname van "Dream a Little Dream of Me", waarop hij zelf zong, voor Brunswick Records. Twee dagen later werd het opgenomen door Wayne King met zijn orkest, met zang van Ernie Birchill, voor Victor Records. Ook was het een van de bekendste nummers in de vroege carrière van Kate Smith. In de zomer van 1950 waren er zeven opnames van het nummer uitgebracht, waarbij de versies van Frankie Laine en Jack Owens in de Billboard Hot 100 terecht kwamen, met respectievelijk de achttiende en veertiende plaats als hoogste noteringen. De andere versies waren afkomstig van Cathy Mastice, Ella Fitzgerald, Louis Jordan, Vaughn Monroe, Dinah Shore en een duet tussen Bob Crosby en Georgia Gibbs. Andere artiesten die het hebben gecoverd zijn Louis Armstrong, Barbara Carroll, Nat King Cole, Bing Crosby, Doris Day, Dean Martin, Ella Mae Morse, The Mills Brothers en Sylvie Vartan.

### Versie van The Mamas and the Papas
The Mamas and the Papas namen "Dream a Little Dream of Me" op voor hun album The Papas & The Mamas, waarbij Cass Elliot de zang voor haar rekening nam. De groep zong het nummer vaak voor de lol; de vader van groepslid Michelle Phillips was vrienden met Fabian Andre, waardoor zij hem goed kende. Elliot vroeg aan John Phillips, die gold als de leider van The Mamas and the Papas, om het nummer op te nemen. Zij was in eerste instantie niet blij tijdens de opnames, omdat ze het te camp vond. Later vertelde zij echter in een interview met Melody Maker: "Ik probeerde het te zingen alsof het 1943 was en iemand zei, 'Hier is een nieuw liedje'. Ik wilde het zingen alsof het voor de eerste keer gezongen werd." Op de albumversie van het nummer is een gesproken introductie van een technicus te horen die over een drankje praat en afsluit met de woorden: "And now, to sing this lovely ballad, here is Mama Cass". Op de singleversie is enkel de laatste zin te horen.
Tegen de tijd dat het album The Papas & The Mamas werd uitgebracht waren er sterke aanwijzingen dat de groep uit elkaar zou gaan, vooral nadat de eerste single "Safe in My Garden" flopte. Platenmaatschappij Dunhill Records zag een kans om het bekendste groepslid als solo-artiest aan te kondigen, dus werd "Dream a Little Dream of Me" uitgebracht met "Mama Cass with the Mamas & the Papas" als artiest in de Verenigde Staten, en enkel als "Mama Cass" in het Verenigd Koninkrijk, tot groot ongenoegen van John Phillips.
In de Verenigde Staten piekte "Dream a Little Dream of Me" op de twaalfde plaats in de Billboard Hot 100, terwijl in het Verenigd Koninkrijk de elfde plaats werd bereikt. In Australië werd het een nummer 1-hit. Verder werden in onder meer Ierland en Zuid-Afrika de hitlijsten gehaald. In 1992 werd de single opnieuw uitgebracht, ditmaal onder de artiestennaam "The Mamas and the Papas" en met "Monday, Monday" op de B-kant. De single bereikte in Duitsland en Zwitserland de hitlijsten. In 1968 bracht Elliot een iets andere versie van het nummer uit op haar eerste solo-album Dream a Little Dream.

### Overige opnames
Twee andere artiesten scoorden een hit met hun cover van "Dream a Little Dream of Me". Anita Harris bereikte in 1968 een 33e plaats in het Verenigd Koninkrijk, vrijwel gelijktijdig met de piek die werd gehaald door de versie van Elliot. In 2013 bracht Robbie Williams zijn versie uit als de tweede single van zijn album Swings Both Ways, die in Denemarken, Frankrijk, Duitsland en Zwitserland een kleine hit werd. Op de albumversie was het een duet met Lily Allen, maar haar bijdrage is op de singleversie verwijderd.
Andere artiesten die "Dream a Little Dream" op hebben genomen, zijn onder meer The Beautiful South, Tony Bennett met k.d. lang, Blind Guardian, Michael Bublé, Chicago, Erasure, The Flying Pickets, Nicole Kidman (als intromuziek van de televisieserie The Undoing), Diana Krall, Henry Mancini, Barry Manilow, Al Martino, Kevin McHale (in de televisieserie Glee), Gerry Mulligan, Anne Murray, Salad met Terry Hall, en Eddie Vedder.

## NPO Radio 2 Top 2000
| Nummer met noteringen in de NPO Radio 2 Top 2000 | '99  | '00  | '01  | '02  | '03  | '04  | '05  | '06  | '07  | '08  | '09  | '10  | '11  | '12  | '13  | '14  |
| ------------------------------------------------ | ---- | ---- | ---- | ---- | ---- | ---- | ---- | ---- | ---- | ---- | ---- | ---- | ---- | ---- | ---- | ---- |
| Dream a Little Dream of Me (Cass Elliot)         | 1103 | 1597 | 1476 | 1647 | 1756 | 1455 | 1626 | 1570 | 1528 | 1558 | 1758 | 1738 | 1742 | 1914 | 1769 | 1868 |

1. ↑  Een vetgedrukt getal geeft de hoogste notering aan.
2. ↑  Deze tabel is bijgewerkt tot en met de laatste editie (2024).